# Tucker (Géorgie)
Pour les articles homonymes, voir Tucker.
Tucker est une municipalité américaine située dans le comté de DeKalb en Géorgie.
La localité est fondée à la fin du XIXe siècle. D'abord appelée Browning’s District, elle prend le nom d'un officier de la Seaboard Air Line Railroad en 1907, lorsque cette société de chemin de fer s'implante dans la région.
En novembre 2015, une large majorité des électeurs de Tucker votent en faveur de la création d'une municipalité d'environ 33 000 habitants.

## Démographie
| 2000   | 2010   | - | - | - | - |
| ------ | ------ | - | - | - | - |
| 26 603 | 27 581 | - | - | - | - |